# TNA Genesis
Genesis er et pay-per-view-show inden for wrestling produceret af Total Nonstop Action Wrestling (TNA). Det er ét af organisationens månedlige shows og er blevet afholdt i januar siden 2009. Fra 2005 til 2007 blev showet afholdt i november, og der blev ikke holdt noget show i 2008. 

## Resultater

### 2010
Genesis 2010 blev afholdt d. 17. januar 2010 i Impact! Zone i Orlando, Florida. Det var det første pay-per-view-show med Hulk Hogan og også det første show, hvor TNA gik tilbage til at bruge en traditionel firkantet wrestlingring i stedet for TNA's sekskantede ring. 
- TNA X Division Championship: Amazing Red besejrede Brian Kendrick
- Sean Morley besejrede Daniels
- TNA Women's Knockout Championship: Tara besejrede ODB
- TNA World Tag Team Championship: Matt Morgan og Hernandez besejrede The British Invasion (Brutus Magnus og Doug Williams)
- Beer Money, Inc. (Robert Roode og James Storm) besejrede The Band (Kevin Nash og Syxx-Pac)
  - Syxx-Pac erstattede Scott Hall i denne kamp.
- Mr. Anderson besejrede Abyss
  - Mr. Anderson, der er kendt fra World Wrestling Entertainment under ringnavnet Mr. Kennedy, fik sin debut i TNA i denne kamp som erstatning for Bobby Lashley.
- TNA World Heavyweight Championship: A.J. Styles besejrede Kurt Angle
  - Ric Flair kom ned til ringen og forhindrede Kurt Angle i at vinde VM-titlen ved at hive dommeren ud af ringen, mens Styles var ved at give op. Styles slog kort efter Angle i hovedet med VM-titelbæltet og fik sejren.

### 2011
Genesis 2011 blev afholdt d. 9. januar 2011 i Impact! Zone i Orlando, Florida.
- TNA X Division Championship: Kazarian besejrede Jay Lethal
- TNA Women's Knockout Championship: Madison Rayne besejrede Mickie James
- TNA World Tag Team Championship: Beer Money, Inc. (James Storm og Robert Roode) besejrede The Motor City Machine Guns (Alex Shelley og Chris Sabin)
- Bully Ray besejrede Brother Devon via diskvalifikation
- TNA Television Championship: Abyss besejrede Douglas Williams
- Matt Hardy besejrede Rob Van Dam
- Jeff Jarrett og Kurt Angle kæmpede uafgjort (no contest)
- Mr. Anderson besejrede Matt Morgan
- TNA World Heavyweight Championship: Mr. Anderson besejrede Jeff Hardy